# Academy of Holy Angels
Die Academy of Holy Angels (AHA) ist eine katholische Highschool in Richfield im US-Bundesstaat Minnesota. Die aufs College vorbereitende Privatschule mit den Jahrgangsstufen 9–12 wurde 1877 von einem katholischen Frauenorden der Sisters of Saint Joseph gegründet und unterrichtet gegenwärtig rund 820 Schüler. Die Schule ist im Erzbistum Saint Paul and Minneapolis gelegen.

## Beschreibung
Die Schule wird von 820 Schülern besucht, die von 60 Lehrern unterrichtet werden. Die durchschnittliche Klassengröße beträgt 20 Schüler. Die Eltern müssen Schulgeld. Dies liegt für das Schuljahr 2010/11 bei 11.400 US-Dollar. Rund 30 Prozent der Schüler erhalten finanzielle Hilfen.
Die Zulassungskriterien beinhalten die vorausgegangenen schulischen Leistungen und das Arbeits- und Sozialverhalten. Das Schulleben orientiert sich an den Werten der Gründerinnen und bietet einen breiten Lehrplan. Darüber hinaus werden zusätzlich 24 Sport- und Kunstangebote sowie rund 40 weitere außerschulische Aktivitäten angeboten. Etwa 90 Prozent der Schüler nehmen an mindestens einem solchen Angebot teil. 1998 wurde die Academy of Holy Angels vom US-Bildungsministerium als National Blue Ribbon School of Excellence ausgezeichnet.
Die Schule steht Schülern unabhängig von Religion und Abstammung offen. Die Teilnahme an religiösen Angeboten ist obligatorisch.

## Geschichte
Am 2. Oktober 1877 wurde die Schule von den Sisters of St. Joseph of Carondelet unter der Leitung von Schwester Agnes Veronica Williams in Minneapolis als Mädchenschule gegründet. In den folgenden Jahren zog die Schule mehrfach in andere Gebäude um und integrierte auch ein Internat. Als die Schülerzahlen immer weiter stiegen und die St. Margaret's Academy eröffnet wurde, schlossen sich 1907 beide Schulen zusammen und die Academy of Holy Angels wurde zur Grundschule. 1928 schoss die Schule, da die vorhandenen Räumlichkeiten keinen Schul- und Internatsbetrieb mehr zuließen.
Am 15. September 1931 wurde die Schule in einem neuerbauten Gebäude in Richfield als kombinierte Tagesschule und Internat wiedereröffnet. Die Schülerzahl lag bei 107 Schülerinnen der Jahrgangsstufen 1–12. Schnell stiegen die Zahlen an, am Ende des Schuljahres waren es bereits 182 Schülerinnen. 1932 wurde die Schule akkreditiert und die ersten 13 Schülerinnen erhielten ihren Abschluss. Als 1949 in unmittelbarer Nähe eine Grundschule der St. Peter’s Church eröffnet wurde, schloss die Academy of Holy Angels die entsprechenden eigenen Jahrgangsstufen. 1953 schloss das Internat. Im September 1982 wurde die Academy of Holy Angels koedukativ, in den Jahrgangsstufen 9–12 wurden die ersten 128 Schüler unterrichtet. 1989 wurde eine Middle School eröffnet, die aber bereits 1998 wieder geschlossen wurde.

## Sport
Die Sportmannschaften der Academy of Holy Angels treten in der Missota Conference in der Minnesota State High School League an. 1975 gewann die Mädchen-Basketballmannschaft die erste Meisterschaft. Erst seit den 1990er Jahren konnte die Schule vermehrt Erfolge erzielen. 2002 gewann die Jungenmannschaft im Eishockey das State Championship, 2005 schafften dies sowohl die Mädchen- als auch die Jungenmannschaft. Beide Titel im gleichen Jahr zu gewinnen gelang zuvor keiner Schule im Bundesstaat.

## Berühmte Schüler
- Kelly Carlson, Schauspielerin
- Larry Fitzgerald, Footballspieler
- Jack Hillen, Eishockeyspieler
- Erik Johnson, Eishockeyspieler
- T. R. Knight, Schauspieler

(kursiv: kein Absolvent)